# Choridactylus striatus
Choridactylus striatus är en fiskart som beskrevs av Mandrytsa, 1993. Choridactylus striatus ingår i släktet Choridactylus och familjen Synanceiidae. Inga underarter finns listade i Catalogue of Life.